# Guo Yue
Guo Yue, född 17 juli 1988 i Anshan i Kina, är en kinesisk bordtennisspelare som tog individuellt OS-brons i Peking år 2008. Hon har även vunnit två olympiska medaljer tillsammans med andra: brons i damdubbel 2004 och guld i lagtävling 2008. Hon är en vänsterhänt spelare.

## Meriter

### Olympiska meriter

#### Olympiska sommarspelen 2008
| Idrottare | Gren   | Grundomgång          | Omgång 1             | Omgång 2             | Omgång 3             | Omgång 4             | Kvartsfinal          | Semifinal            | Final                |  |
| Idrottare | Gren   | Motståndare Resultat | Motståndare Resultat | Motståndare Resultat | Motståndare Resultat | Motståndare Resultat | Motståndare Resultat | Motståndare Resultat | Motståndare Resultat |  |
| --------- | ------ | -------------------- | -------------------- | -------------------- | -------------------- | -------------------- | -------------------- | -------------------- | -------------------- |  |
| Guo Yue   | Singel |                      |                      |                      | Lau (HKG) W 4-0      | Li (NED) W 4-0       | Wu (DOM) W 4-0       | Wang (CHN) L 2-4     | Li (SIN) W 4-2       |  |